# Kostel svatého Augustina (Lužice)
Kostel svatého Augustina je římskokatolický kostel zasvěcený sv. Augustinovi v Lužici v okrese Most v Ústeckém kraji.

## Historie
První písemné zmínky o farním kostele sv. Augustina v Lužici pocházejí již ze 14. století. Původně se kostel nacházel na místě současného hřbitova v jihovýchodní části obce. Tento starší kostel byl zbořen a nahrazen současným novogotickým kostelem z roku 1877. Jedná se o jednolodní stavbu na východním okraji obce. Kostel je v současnosti ve špatném stavu a nepřístupný. Vede kolem něj zelená turistická značka.
Od roku 1998 je chráněn jako kulturní památka.
Duchovní správci kostela do konce roku 2012 jsou uvedeni na stránce Římskokatolická farnost Lužice a od roku 2013 na stránce Římskokatolická farnost Vtelno u Mostu.